# Xã Le Roy, Quận Bremer, Iowa
Xã Le Roy (tiếng Anh: Le Roy Township) là một xã thuộc quận Bremer, tiểu bang Iowa, Hoa Kỳ. Năm 2010, dân số của xã này là 189 người.